# 血のメーデー事件 (ドイツ)

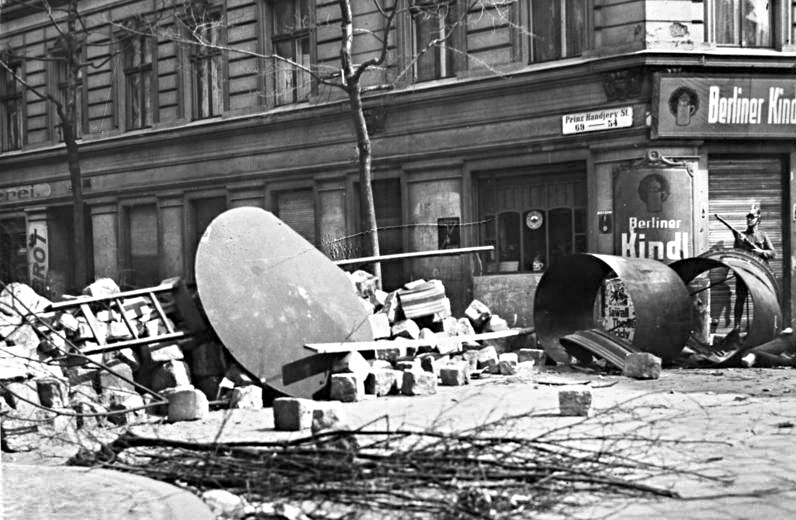
血のメーデー事件で共産党が築いたバリケード

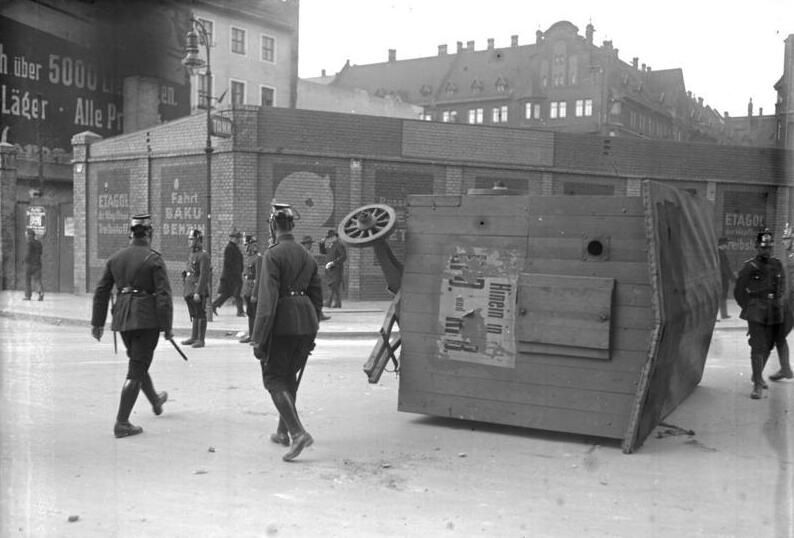
共産党員がバリケードとして倒した建設用トレーラーを片づける警察官たち

血のメーデー事件（ちのメーデーじけん、ドイツ語: Blutmai）は、1929年5月1日にドイツ・ベルリンでメーデーのデモを行ったドイツ共産党(KPD)に対する警察による弾圧と衝突。31人の市民が警察により殺害された。

## 歴史
1928年後半頃から共産党の赤色戦線戦士同盟、ドイツ社会民主党(SPD)の国旗団、国家社会主義ドイツ労働者党(ナチ党)の突撃隊など各党の準軍事組織の衝突が激しくなったため、中央政府のヘルマン・ミュラー社民党政権の内務大臣カール・ゼーフェリンクや、プロイセン州政府のオットー・ブラウン社民党政権のベルリン警察長官カール・ツェルギーベルは、1929年3月以降のデモ行進を禁止し、メーデーの行進も禁じた。
共産党は毎年やってきたメーデー行進を禁止されたことに激怒し、この禁止命令を無視。1929年5月1日に違法デモを強行した。
これに対して社民党所属のベルリン警察長官ツェルギーベル指揮下の警官部隊はゴム製の警棒と銃火器で共産党員たちを追い散らした。続く数日間共産党員たちはベルリンの労働者街であるヴェディング地区とノイケルン地区でバリケード戦を展開したが、警官側には全く被害は出せず、共産党側に一方的に死傷者が多数出るだけに終わった。
最終的には31名の市民が警察に殺害され、数百人負傷、1200人逮捕という惨事となった。この事件を巡る批判合戦や赤色戦線戦士同盟非合法化などで社共対立は絶頂に達し、共産党は社民党を主要な敵とする「社会ファシズム論」にますます傾倒することになった。